# Alvin y las Ardillas (videojuego)
Alvin and the Chipmunks, titulado en Español Alvin y las Ardillas, es un videojuego musical basado en la película homónima Alvin and the Chipmunks (Alvin y las Ardillas en España). El juego ha sido desarrollado por Sensory Sweep Studios y publicado por Brash Entertainment para las consolas Nintendo DS, Wii y PlayStation 2, y también para PC. El juego llegó al mercado en diciembre de 2007.

## Canciones del juego
- "The Chipmunk Song" – Alvin and the Chipmunks
- "California" – Phantom Planet
- "Everything You Want" – Vertical Horizon
- "Karma Chameleon" – Culture Club
- "Love Shack" – The B-52's
- "Santa Monica" – Everclear
- "Life Is a Highway" – Tom Cochrane
- "Tubthumping" – Chumbawamba
- "December" – Collective Soul
- "Never Let You Go" – Third Eye Blind
- "Cool Places" – Sparks
- "I'll Be There for You" – The Rembrandts
- "Run-Around" – Blues Traveler
- "The Way" – Fastball
- "All the Small Things" – Blink-182
- "Video Killed the Radio Star" – The Buggles
- "Shiny Happy People" – R.E.M.
- "Alright" – Supergrass
- "Walkin' on the Sun" – Smash Mouth
- "You Really Got Me" – The Kinks
- "Just Like Heaven" – The Cure
- "Right Here, Right Now" – Jesus Jones
- "I Fought the Law" – Bobby Fuller
- "I'm Gonna Be (500 Miles)" – The Proclaimers
- "Blitzkrieg Bop" – Ramones
- "It's Tricky" – Run-D.M.C.
- "Kids in America" – Kim Wilde

### Bloqueada (exclusiva de la versión Wii)
- "Stand" – R.E.M.

### Bloqueadas (versiones Wii/DS/PC)
- "All Day and All of the Night" – The Kinks
- "Heartbreak Hotel" – Elvis Presley
- "Rock 'n' Roll High School" – Ramones
- "The Distance" – Cake
- "Look Sharp" – Joe Jackson
- "All Star" – Smash Mouth
- "One Week" – Barenaked Ladies

### Bloqueadas (versión PS2)
- "Slow Ride" – Foghat
- "Semi-Charmed Life" – Third Eye Blind
- "Only Wanna Be with You" – Hootie & the Blowfish
- "California Dreamin'" – The Mamas & the Papas
- "A Girl Like You" – Edwyn Collins
- "Heartbreak Hotel" – Elvis Presley
- "Rock 'n' Roll High School" – Ramones
- "All Day and All of the Night" – The Kinks